# Fazenda (Gaula)
Fazenda é um sítio povoado da freguesia de Gaula, concelho de Santa Cruz, Ilha da Madeira.